# رالستون پورینا
رالستون پورینا (انگلیسی: Ralston Purina) شرکت صنایع غذایی آمریکایی است، که در سال ۱۸۹۴ توسط ویلیام دانفورث تأسیس شد و هم‌اکنون زیرمجموعه‌ای از شرکت نستله می‌باشد.